# Соболь в геральдике

Фигура соболя, изображенная на гербе Свердловской области

Со́боль — гербовая фигура, относящаяся к числу естественных негеральдических. Соболь символизирует красоту, скорость, изящество, самостоятельность, справедливость, богатство мехами обозначаемого места и указывает на специализацию на меховом промысле.

## Соболь в российской геральдике
Соболь как гербовая фигура используется чаще всего в России, так как на данный момент является её эндемиком. Соболь в российской, преимущественно сибирской, геральдике появился в XVII в. В это время Сибирская земля ассоциировалась прежде всего с соболем, чей мех имел важное промысловое значение. Изображения соболя так или иначе присутствовали на печатях семи сибирских городов, изображая реальных промысловых зверей. Два соболя изображены и на титулярном гербе царства Сибирского.
Существует мнение, что в изображении соболя и других пушных животных отразились «не только известия о разновидностях существующих в Сибири животных, но и традиционные, широко известные книжные образы, которые предлагала читателю отечественная и переводная литература XVII в.».

## Галерея

Европа
Нокиа, Финляндия
Род Цигара-Самуркаш, Румыния
Цёблен, Австрия

Россия
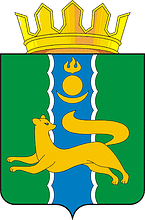
Баргузинский район
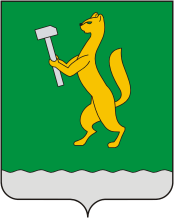
Белорецк
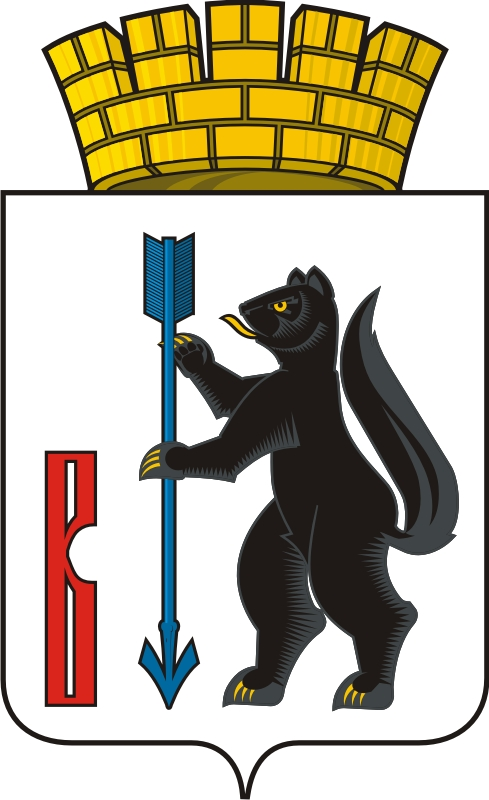
Верхотурье
Енисейск
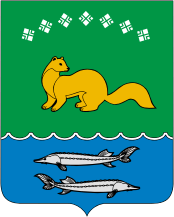
Жиганский улус
Иркутск (соболь в зубах у бабра)
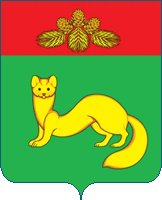
Красночикойский район
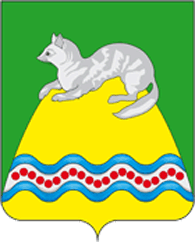
Крутогоровское
Мегион
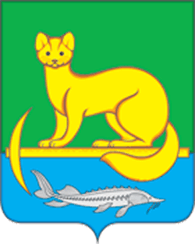
Мотыгинский район Забайкальского края
Новосибирская область
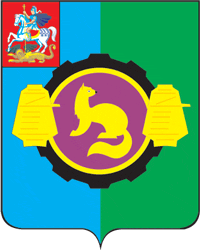
Пушкинский район
Свердловская область
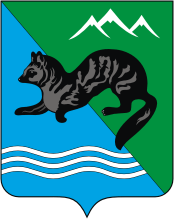
Соболевский район
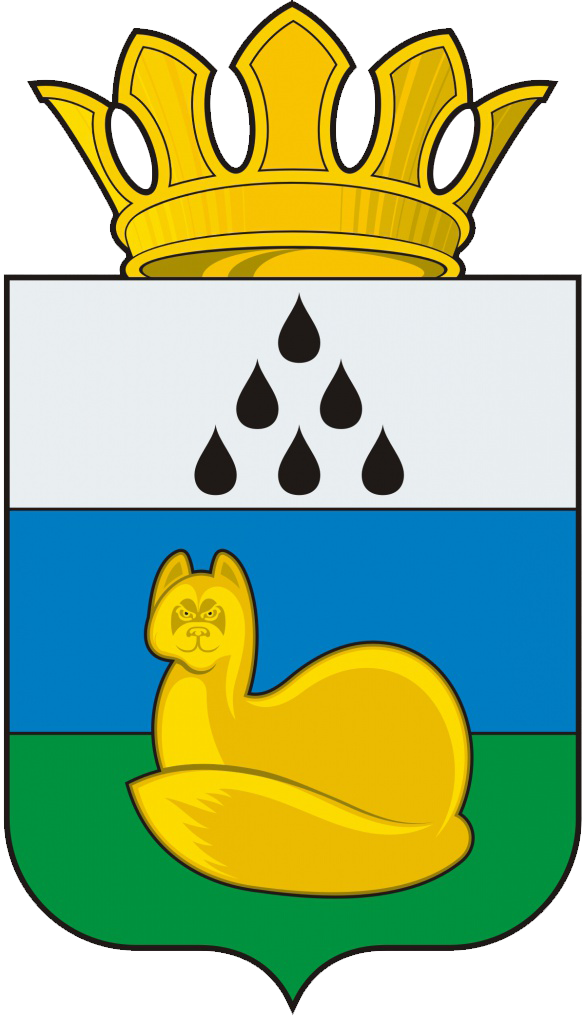
Уватский район Тюменской области
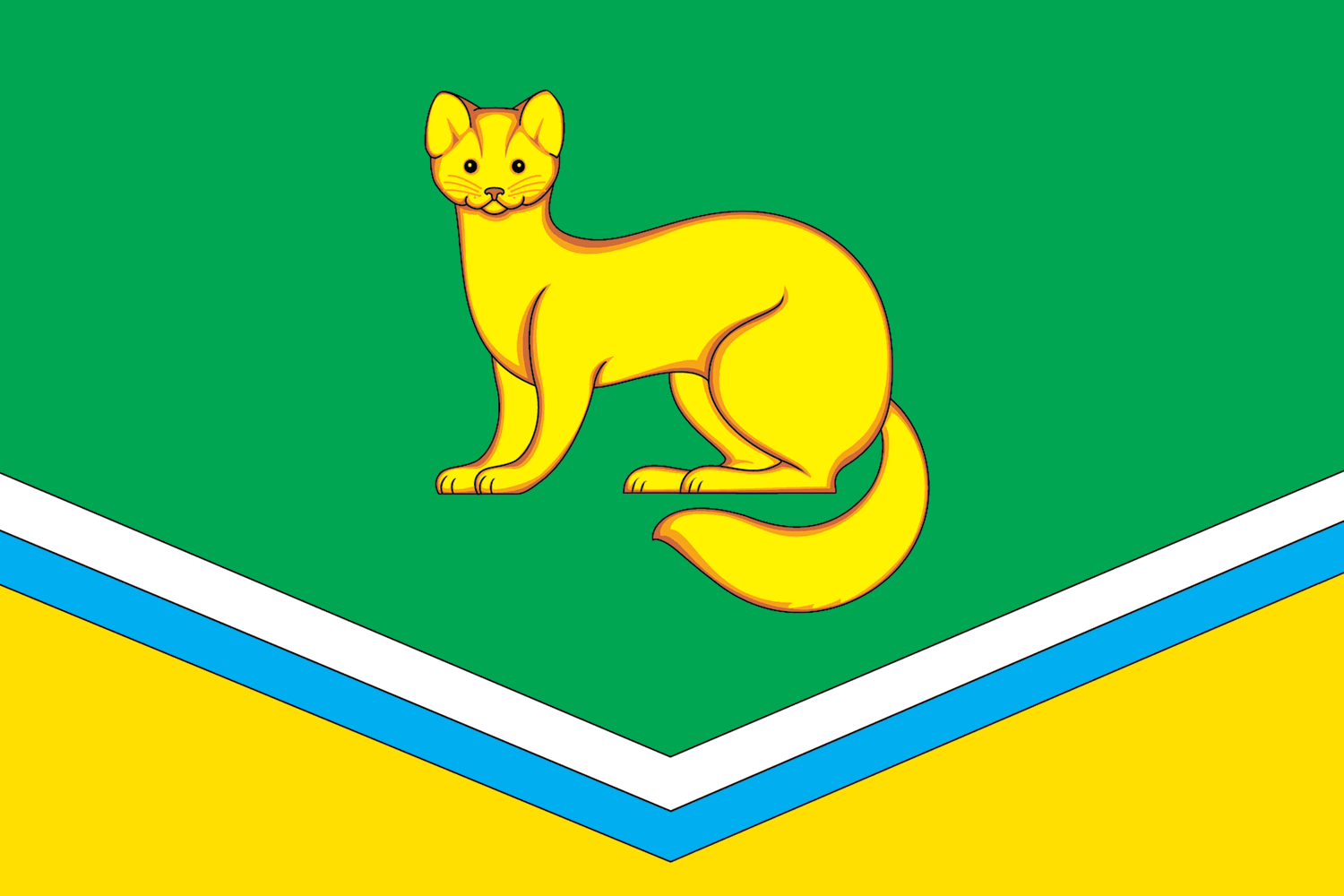
Флаг посёлка Унъюган (ХМАО)
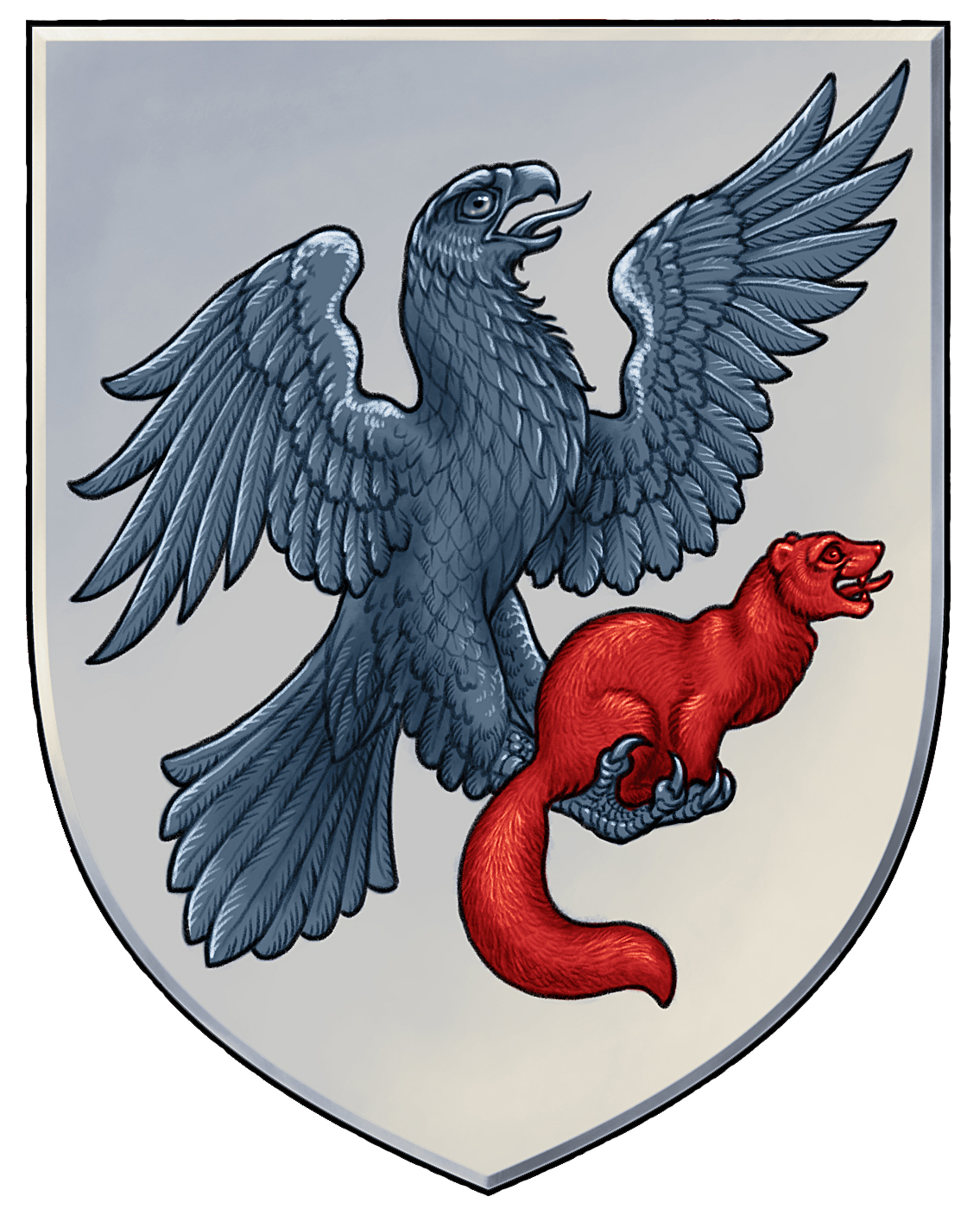
Якутск
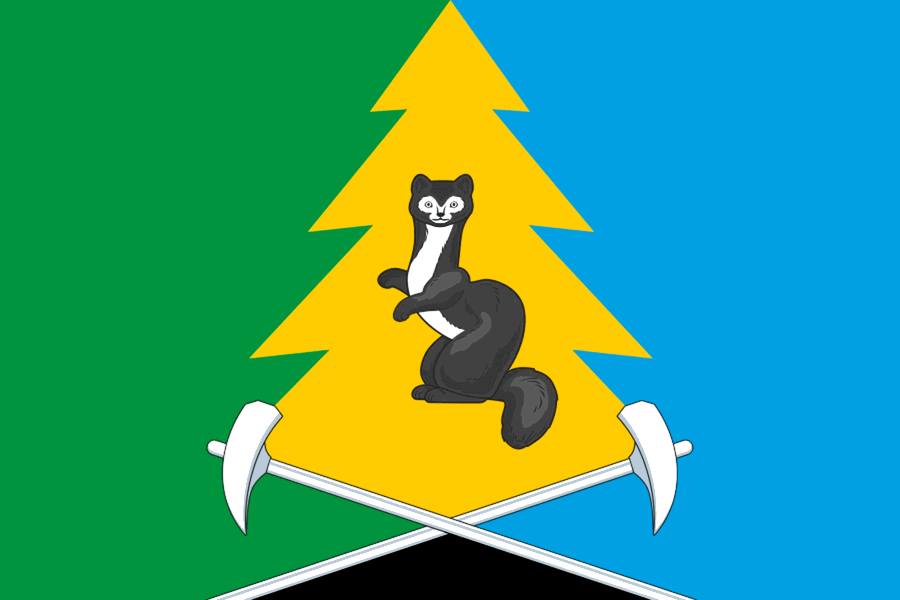
Флаг рабочего посёлка Радищев (Иркутская область)
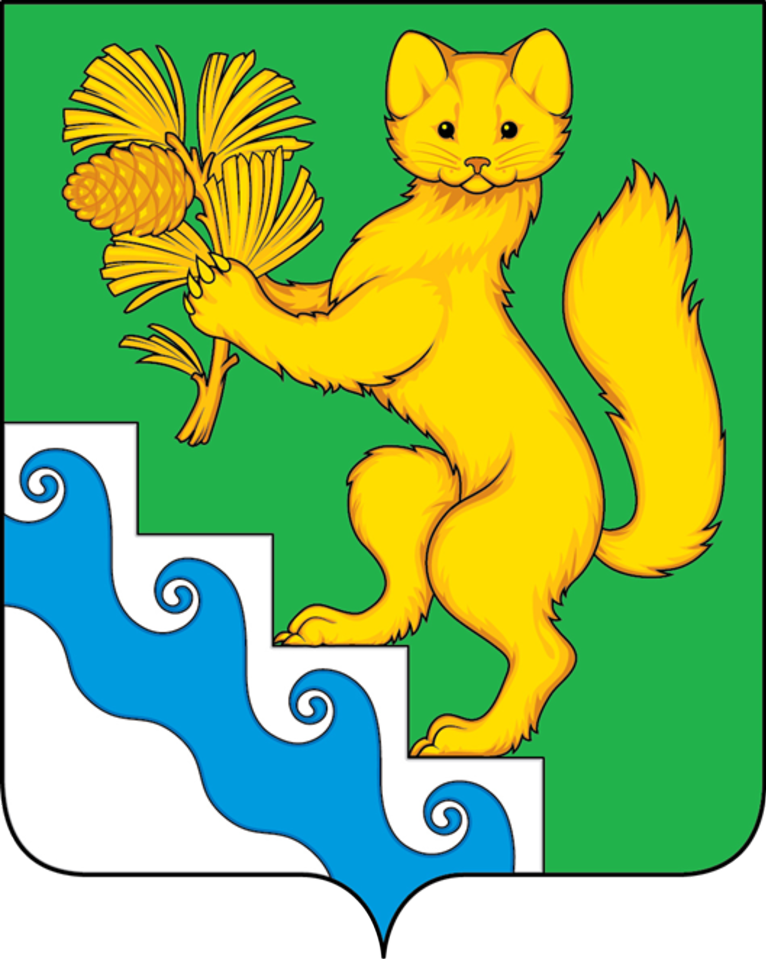
Герб Богучанского района Красноярского края

В качестве щитодержателя
Екатеринбург
Новосибирск
Тюменская область

Не действующие гербы
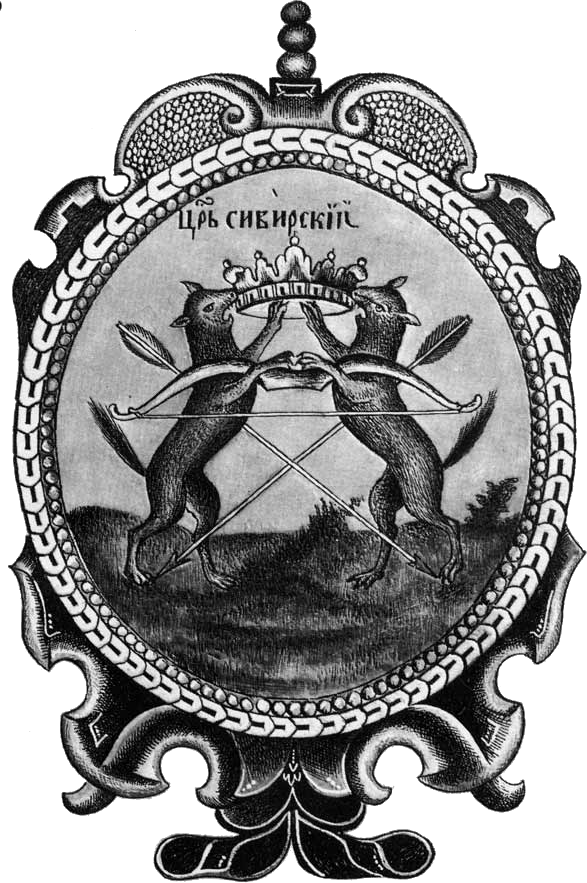
Царство Сибирске (из Царского титулярника) 1672 года
Сибирская губерния (основанный на гербе Царства Сибирского)

## Соболиный мех в геральдике

Щит с соболиным мехом

Мех соболя не используется в оформлении гербового щита так же часто, как мех горностая или белки.  Чёрный цвет в геральдике по-английски и по-французски называется словом «sable» (т.е. «соболь»). Слово произошло от черного меха соболя, который иногда использовался для передачи черного цвета при оформлении гербов.